# Gospa od Trideset i trojice
Gospa od Trideset i trojice (špa. Nuestra Señora de los Treinta y Tres) ili Osloboditeljica Urugvaja je naslov za iskazivanje pobožnosti prema Blaženoj Djevici Mariji u Urugvaju.

## Povijest
Ova slika datira iz 18. stoljeća. Nju su štovala Trideset i tri istočnjaka godine 1825. Godine 1857., jedan od istočnjaka, general Manuel Oribe, predstavio zavjetnu krunu kao poklon za Djevicu. Godine 1962., sliku je svečano okrunio biskup Humberto Tonna. Ubrzo nakon toga, papa Ivan XXIII. ju je proglasio zaštitnicom Urugvaja. Sliku je blagoslovio papa Ivan Pavao II. u svom posjetu Urugvaju 1988.
Svetište u kojem se nalazi slika Gospe je u floridskoj katedrali u Urugvaju. Prvo nacionalno hodočašće održano je 1908. godine. Vrlo važno hodočašće proveo je biskup Miguel Paternain, 1945. godine, koje je pokrivalo gotovo polovinu cijele zemlje. Godišnje hodočašće održava se svake druge nedjelje u studenom.

## Mjesta pobožnosti
- Katedralno svetište Gospe od trideset i trojice u Floridi
- Župna crkva Gospe od trideset i trojice u Maldonadu
- Župna crkva Gospe od trideset i trojice u Treinta y Tres
- Župna crkva Gospe od trideset i trojice u Montevideu

## Vanjske poveznice
- (šp.) Gospa od Trideset i trojice  Arhivirana inačica izvorne stranice od 18. svibnja 2016. (Wayback Machine)